# Ribare, Kruševac
Ribare (izvirno srbsko Рибаре) je naselje v Srbiji, ki upravno spada pod Občino Kruševac; slednja pa je del Rasinskega upravnega okraja.

## Demografija
V naselju živi 591 polnoletnih prebivalcev, pri čemer je njihova povprečna starost 46,9 let (46,2 pri moških in 47,6 pri ženskah). Naselje ima 227 gospodinjstev, pri čemer je povprečno število članov na gospodinjstvo 3,07.
To naselje je, glede na rezultate popisa iz leta 2002, večinoma srbsko.
|  |

| Demografija | Demografija     | Demografija     |
| Leto        | Št. prebivalcev | Št. prebivalcev |
| ----------- | --------------- | --------------- |
|             |                 |                 |
|             |                 |                 |
|             |                 |                 |
|             |                 |                 |
| 1948        | 1097            |                 |
| 1953        | 1180            |                 |
| 1961        | 1177            |                 |
| 1971        | 1054            |                 |
| 1981        | 1069            |                 |
| 1991        | 914             | 854             |
| 2002        | 778             | 697             |
|             |                 |                 |

| Etnična sestava po popisu iz leta 2002 | Etnična sestava po popisu iz leta 2002 | Etnična sestava po popisu iz leta 2002 | Etnična sestava po popisu iz leta 2002 | Etnična sestava po popisu iz leta 2002 |
| -------------------------------------- | -------------------------------------- | -------------------------------------- | -------------------------------------- | -------------------------------------- |
| Srbi                                   | Srbi                                   |                                        | 674                                    | 96,70%                                 |
| Romi                                   | Romi                                   |                                        | 13                                     | 1,86%                                  |
| Črnogorci                              | Črnogorci                              |                                        | 3                                      | 0,43%                                  |
| Jugoslovani                            | Jugoslovani                            |                                        | 1                                      | 0,14%                                  |
| Neznano                                | Neznano                                |                                        | 5                                      | 0,71%                                  |